# 山地範明
山地範明（やまじ のりあき、1963年1月- ）は、日本の会計学者。関西学院大学大学院経営戦略研究科教授。

## 経歴
- 1963年1月　大阪府に生まれる。
- 1981年4月　関西学院大学商学部入学。
- 1985年3月　関西学院大学商学部卒業。
- 1985年3月　関西学院大学大学院商学研究科博士課程前期課程修了。
- 1990年3月　関西学院大学大学院商学研究科博士課程後期課程単位取得退学。
- 1990年4月　関西女学院短期大学専任講師。
- 1993年4月　京都産業大学経営学部専任講師。
- 1994年4月　京都産業大学経営学部助教授。
- 1997年9月　英国ウォリック大学客員研究員。
- 2005年4月　関西学院大学大学院経営戦略研究科教授。

## 著書
- 『連結会計の生成と発展』中央経済社, 1997、増補改訂版、2000
- 『会計制度』(基本テキスト・シリーズ) 同文舘出版, 2005
- 『エッセンシャル連結会計』中央経済社, 2017、第2版、2020

### 共編著
- 『社会科学系学生のための情報科学入門 改訂版』多田実,広岡博之共著. 現代数学社, 1997
- 『連結会計情報の分析と応用』平松一夫,百合草裕康共編著. 東京経済情報出版, 1998
- 『ベーシック・アカウンティング』藤井則彦共著. 同文舘出版, 2002
- 『連結会計情報と企業分析の基礎』平松一夫,百合草裕康共編著. 東京経済情報出版, 2005
- 『事例でわかる企業分析』平松一夫,井上浩一共編著. 東京経済情報出版, 2009
- 『エッセンシャル財務会計』井上達男共著. 中央経済社, 2013、第4版、2021

## 論文
- ＜山地範明